# 中部莫克蘭山脈

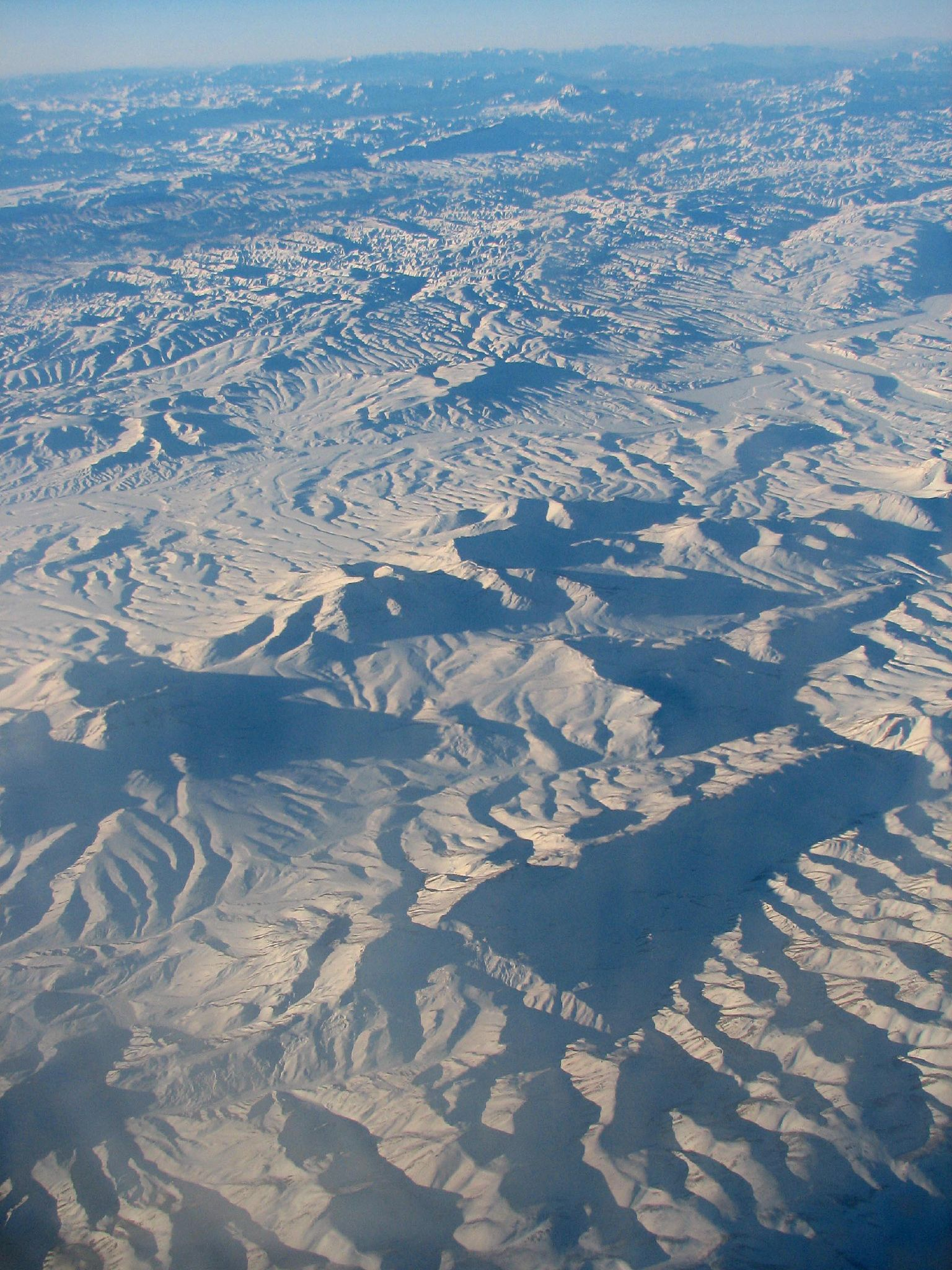
巴基斯坦西南的中部莫克蘭山脈的鳥瞰圖。

中部莫克蘭山脈（Central Makran Range，又譯為中莫克蘭嶺）是位於巴基斯坦西南部俾路支省西南部莫克蘭地區的山脈。

## 地理
山嶺海拔約在2000公尺到3000公尺之間。為俾路支省西南主要的三個山脈之一，另外兩者為莫克蘭海岸山脈（Makran Coastal Range）與Siahan Range。
達希特河（Dasht River）上的米蘭尼水壩（Mirani Dam）在此山脈中形成水庫，用來提供灌溉水及瓜達爾等城鎮的飲用水。

## 地質
中部莫克蘭山脈主要由石灰岩和砂岩構成。是由於印度板塊西北與歐亞大陸板塊碰撞而形成的。